# Proutí

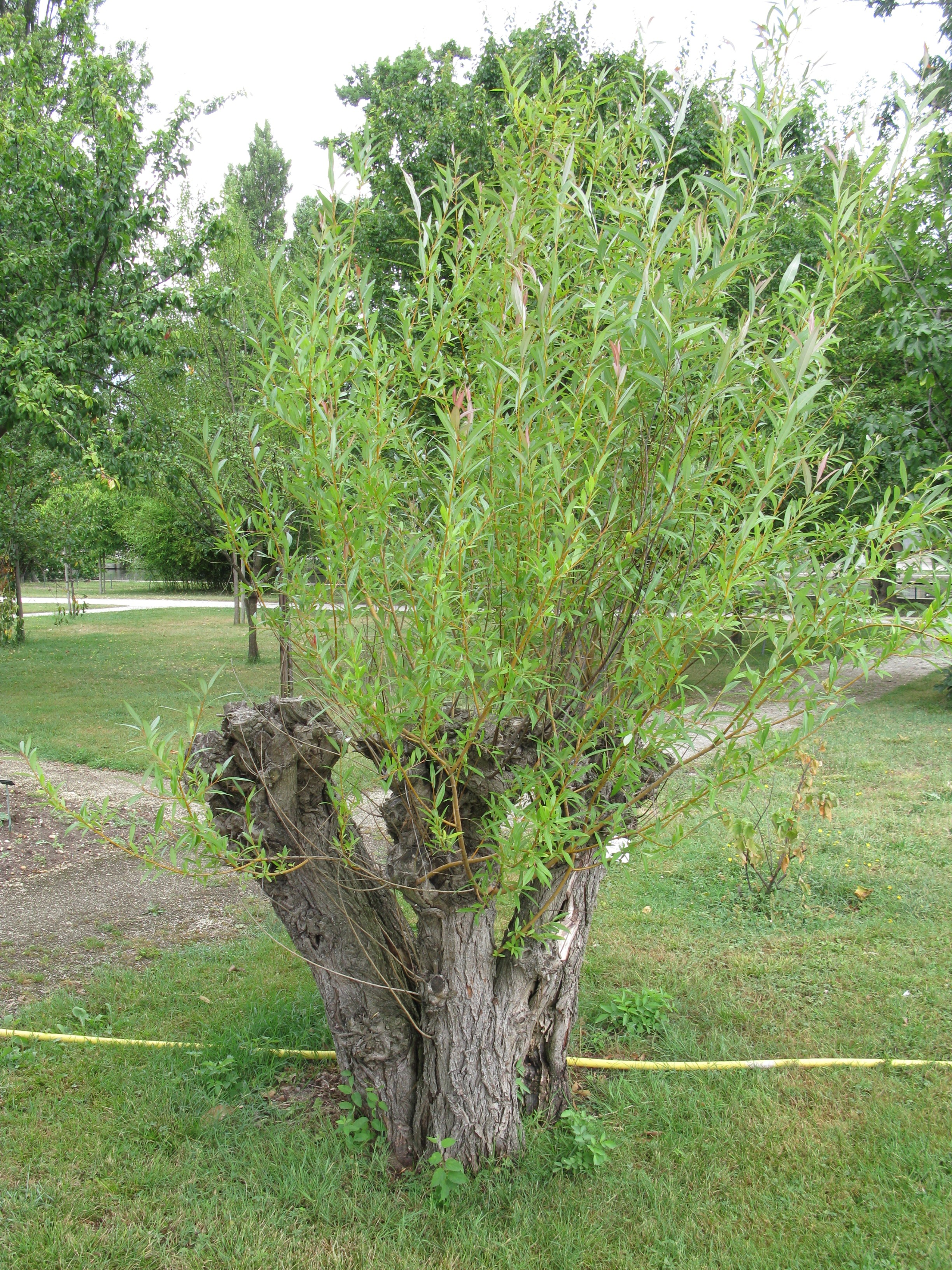
Vrba košíkářská

Proutí je pružný a ohebný podlouhlý materiál přírodního původu, používaný v košíkářství na výrobu předmětů splétáním. Ve střední Evropě se historicky používají pruty z keřů a stromů rodu vrba (Salix), jako je např. vrba košíkářská (Salix viminalis), vrba nachová (Salix purpurea) či vrba trojmužná (Salix triandra). Sklizeň (vyřezávání) se provádí v době vegetačního klidu (od listopadu do března), nebo alespoň v době, kdy je dřevo bezlisté a bez pupenů. Pruty se poté třídí podle velikosti a síly a svážou do svazků. Proutí se používá pružné (nesmí uschnout) ve dvou variantách – syrové, zelené proutí (při pletení nutno pamatovat, že sesychá) krátce po sklizni, kdy se skladuje ve stínu, chladu a vlhku – buď po omezený čas ve vodě (příliš dlouho a zakoření) nebo překryté vlhkou textilií. Nebo uschlé, kdy se proutí pro získání pružnosti máčí (rozmočí se za cca 4 hodiny) a vaří.
Proutí se používá neloupané i loupané, přičemž loupání se provádí u čerstvě nařezaného proutí. Bílé proutí je proutí bez kůry, získává se například povařením ve vodě a stažením z kůry, dále pařením a mízováním. Vrbový šén vznikne rozčtvrcením prutu a odstraněním jádra hoblováním.

## Pěstování proutí

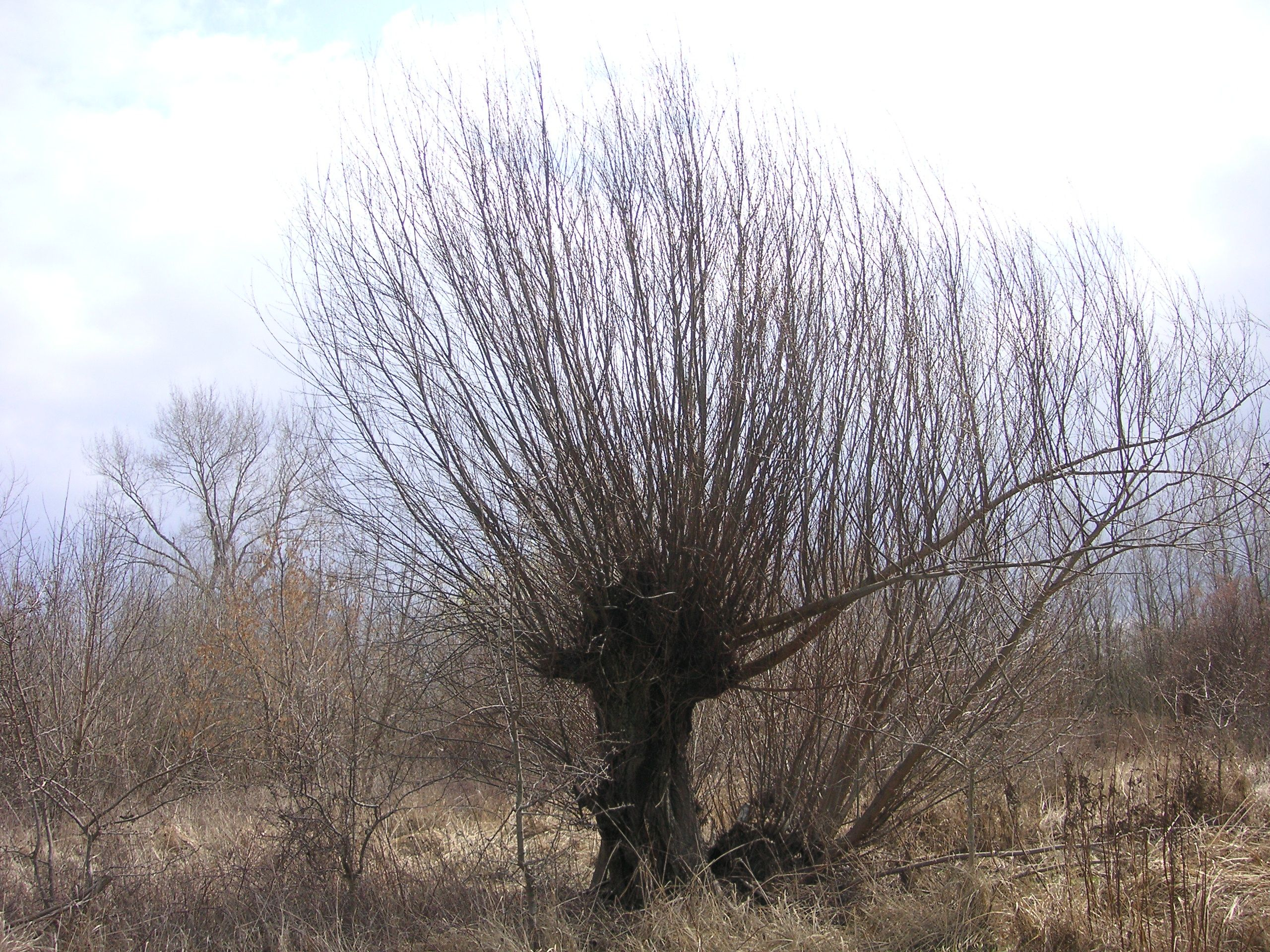
Vrba, hlavatá forma

Historicky se proutí pěstovalo na vysokých kmenech (viz romantické Ladovy obrázky s košatými hlavatými vrbami), aby se zabránilo okusu mladých výhonků a proutků domácí i divokou zvěří. V současnosti se pěstuje na babku, tedy na způsob plantáží s malými kmínky, babkami. Proutí je kvalitnější, zejména rovnější a užší. Při obou způsobech je nutno stromy každoročně ořezávat.